# Asemolea setosa
Asemolea setosa är en skalbaggsart som beskrevs av Bates 1881. Asemolea setosa ingår i släktet Asemolea och familjen långhorningar.
Artens utbredningsområde är:
- Guatemala.
- Honduras.

Inga underarter finns listade.